# Лещинский, Вацлав (примас Польши)
Вацлав Лещинский (15 августа 1605, Баранув-Сандомерский — 1 апреля 1666, Лышковице) — церковный и государственный деятель Речи Посполитой, епископ вармийский (1644—1659), архиепископ гнезненский и примас Польши (1659—1666).

## Биография
Представитель знатного польского магнатского рода Лещинских герба Венява. Третий (младший) сын воеводы брест-куявского Рафаила Лещинского (ок. 1559—1606) от третьего брака с Софией Опалинской. Братья — воевода белзский Рафаил Лещинский (1579—1636), воевода дерптский Преслав Лещинский (1605—1670) и канцлер великий коронный Ян Лещинский (1603—1678).
При рождении был крещен по кальвинистскому обряду, так как его отец был активным протестантом. После смерти Рафаила Лещинского Вацлав по настоянию своей матери, ревностной католички, отрекся от кальвинизма и перешел в католичество.
Учился в иезуитском колледже в Познани, затем в университетах Перуджи, Падуи и Париже. В 1630 году стал секретарем польского короля Сигизмунда III Вазы. В 1633 году — каноник краковский, пробст ленчицкий и плоцкий. В 1637 году был рукоположен в священники. В 1643 году — рефендарий великий коронный.
6 апреля 1644 года Вацлав Лещинский получил сан епископа вармийского. В 1645 году получил епископскую хиротонию в коллегиальной церкви Иоанна Крестителя в Варшаве, также стал апостольским администратором епархии Самбийской. Вскоре после получения сана епископа по поручению польского короля Владислава IV Вазы Вацлав Лещинский во главе польской делегации отправился во Францию, был сторонником французской ориентации.
В столице своей епархии, в Лидзбарке, Вацлав Лещинский построил роскошный особняк. Он стал первым епископом Вармийским, который именовал себя «князем империи». Ревностно заботился об благоустройстве порученной ему епархии, о иезуитских школах, о стипендии студентов и сохранении епископских замков. Он построил летнюю резиденцию епископов в Сантопах и паломнический дом в Свенто-Липке.
В 1655 году во время вторжения шведской армии в Вармию Вацлав Лещинский укрылся в Кенигсберге. Когда Вармию захватил бранденбургский курфюрст Фридрих Вильгельм, епископ Вацлав Лещинский, чтобы сохранит своё епископство, принес ему ленную присягу на верность. За это польские власти обвинили его в государственной измене. В 1657 году после заключения Велявско-Быдгощского трактата между Речью Посполитой и Бранденбургом епископ вармийский Вацлав Лещинский был реабилитирован. В 1659 году по предложению польского короля Яна Казимира стал архиепископом гнезненским и примасом Польши. Он поддерживал реформы Яна Казимира. Во время восстания Ежи Себастьяна Любомирского против королевской власти польский примас Вацлав Лещинский пытался примирить первого с Яном II Казимиром Вазой.
1 апреля 1666 года 60-летний Вацлав Лещинский скончался в Лышковице, его похоронили в Ловиче.